# Ctěné matre
Ctěné matre je fiktivní ženské společenství z románové série Duna Franka Herberta. Poprvé se vyskytuje v 5. díle původní série s názvem: Kacíři Duny a je součástí také následujícího šestého dílu. Disponuje obrovskou početní převahou a silou, s kterou neváhá zaútočit na Impérium a doslova ničit planety, které se mu nepodaří podrobit. Svými schopnostmi vytváří určité paralely s dalším fiktivním řádem Bene Gesserit, s kterým je ale v nepřátelském vztahu.

## Obecné informace
Sesterstvo vzniklo pravděpodobně během Rozptylu z původních Rybích mluvčí a Ctihodných matek a to z důvodu dlouhého odloučení a odstupu od původních zásad Benne Gesseritu. Členky nosí červený trikot s modrým pláštěm. Výzdoba ošacení odpovídá místu v hierarchii. V čele společnosti stojí Velká ctěná matre, která svou pozici získává za pomoci síly a intrik. K návratu do Impéria byly donuceny kvůli nepříteli, kterému nedokázaly čelit. 

## Schopnosti
Ctěné matre, tak jako členky řádu Bene Gesserit, disponuji nadlidskými schopnostmi a to díky pokročilým technikám ovládání těla. Dominují rychlostí a obrovskou silou v nohách. Umí si podrobit mužské protivníky za pomocí sexuálních praktik tak, že jsou jim bezvýhradně odevzdáni. Ctěné matre neovládají přeměnu melanže v těle a nemají tedy paměťové a mentální schopnosti jako Ctihodné matky. Na melanži tedy nejsou závislé. Namísto toho užívají drogu fungující na bázi adrenalinu. Ta, dle intenzity hněvu, zbarvuje oči uživatelek do oranžova a její vynechání je život ohrožující. Melanž a výše zmíněná droga jsou v případě nutnosti zaměnitelné. 